# Temporada 2000-01 de los Vancouver Grizzlies
La temporada 2000-2001 fue la sexta de los Vancouver Grizzlies en la NBA. La temporada regular acabó con 23 victorias y 59 derrotas, ocupando el decimotercer puesto de la conferencia Oeste, no logrando clasificarse para los playoffs. Esta sería la última temporada en la ciudad canadiense de Vancouver, trasladándose a jugar a partir de la temporada 2001-02 a Memphis, en el estado de Tennessee.

## Elecciones en elDraft
| Ronda | Puesto | Jugador        | Posición  | Nacionalidad   | Universidad     |
| ----- | ------ | -------------- | --------- | -------------- | --------------- |
| 1     | 2      | Stromile Swift | Ala-Pívot | Estados Unidos | Louisiana State |

## Temporada regular
| División Medio Oeste     | División Medio Oeste | División Medio Oeste | División Medio Oeste | División Medio Oeste | División Medio Oeste | División Medio Oeste | División Medio Oeste | División Medio Oeste |
| Equipo                   | G                    | P                    | %                    | PD                   | Casa                 | Fuera                | Div                  |                      |
| ------------------------ | -------------------- | -------------------- | -------------------- | -------------------- | -------------------- | -------------------- | -------------------- | -------------------- |
| z-San Antonio Spurs      | 58                   | 24                   | .707                 | –                    | 33–8                 | 25–16                | 19–5                 |                      |
| x-Utah Jazz              | 53                   | 29                   | .646                 | 5                    | 28–13                | 25–16                | 14–10                |                      |
| x-Dallas Mavericks       | 53                   | 29                   | .646                 | 5                    | 28–13                | 25–16                | 14–10                |                      |
| x-Minnesota Timberwolves | 47                   | 35                   | .573                 | 11                   | 30–11                | 17–24                | 11–13                |                      |
| e-Houston Rockets        | 45                   | 37                   | .549                 | 13                   | 24–17                | 21–20                | 11–13                |                      |
| e-Denver Nuggets         | 40                   | 42                   | .488                 | 18                   | 29–12                | 11–30                | 13–11                |                      |
| e-Vancouver Grizzlies    | 23                   | 59                   | .280                 | 35                   | 15–26                | 8–33                 | 2–22                 |                      |

## Estadísticas

### Temporada regular
| Jugador             | POS | PJ | PT | MJ    | REB | AST | ROB | TAP | PTS   | MPP  | RPP | APP | ROP | TPP | PPP  |
| ------------------- | --- | -- | -- | ----- | --- | --- | --- | --- | ----- | ---- | --- | --- | --- | --- | ---- |
| Mike Bibby          | PG  | 82 | 82 | 3,190 | 304 | 685 | 107 | 12  | 1,301 | 38.9 | 3.7 | 8.4 | 1.3 | .1  | 15.9 |
| Shareef Abdur-Rahim | SF  | 81 | 81 | 3,241 | 735 | 250 | 90  | 77  | 1,663 | 40.0 | 9.1 | 3.1 | 1.1 | 1.0 | 20.5 |
| Stromile Swift      | PF  | 80 | 6  | 1,312 | 284 | 28  | 62  | 82  | 391   | 16.4 | 3.6 | .4  | .8  | 1.0 | 4.9  |
| Bryant Reeves       | C   | 75 | 48 | 1,832 | 452 | 80  | 43  | 54  | 622   | 24.4 | 6.0 | 1.1 | .6  | .7  | 8.3  |
| Damon Jones         | PG  | 71 | 10 | 1,415 | 124 | 224 | 36  | 1   | 461   | 19.9 | 1.7 | 3.2 | .5  | .0  | 6.5  |
| Michael Dickerson   | SG  | 70 | 69 | 2,618 | 229 | 233 | 62  | 27  | 1,142 | 37.4 | 3.3 | 3.3 | .9  | .4  | 16.3 |
| Grant Long          | PF  | 66 | 27 | 1,507 | 274 | 83  | 72  | 15  | 396   | 22.8 | 4.2 | 1.3 | 1.1 | .2  | 6.0  |
| Tony Massenburg     | PF  | 52 | 20 | 823   | 210 | 9   | 10  | 28  | 233   | 15.8 | 4.0 | .2  | .2  | .5  | 4.5  |
| Isaac Austin        | C   | 52 | 16 | 845   | 222 | 58  | 20  | 23  | 226   | 16.3 | 4.3 | 1.1 | .4  | .4  | 4.3  |
| Kevin Edwards       | SG  | 46 | 5  | 634   | 82  | 52  | 29  | 8   | 160   | 13.8 | 1.8 | 1.1 | .6  | .2  | 3.5  |
| Othella Harrington† | C   | 44 | 40 | 1,267 | 289 | 36  | 19  | 26  | 480   | 28.8 | 6.6 | .8  | .4  | .6  | 10.9 |
| Mahmoud Abdul-Rauf  | PG  | 41 | 0  | 486   | 25  | 76  | 9   | 1   | 266   | 11.9 | .6  | 1.9 | .2  | .0  | 6.5  |
| Erick Strickland†   | PG  | 22 | 0  | 409   | 76  | 66  | 22  | 1   | 140   | 18.6 | 3.5 | 3.0 | 1.0 | .0  | 6.4  |
| Doug West           | SG  | 15 | 6  | 171   | 15  | 14  | 3   | 4   | 28    | 11.4 | 1.0 | .9  | .2  | .3  | 1.9  |
| Brent Price         | PG  | 6  | 0  | 30    | 4   | 5   | 2   | 0   | 13    | 5.0  | .7  | .8  | .3  | .0  | 2.2  |

- † Indica jugador que perteneció a más de una plantilla durante la temporada. Las estadísticas solo reflejan su paso por los Grizzlies.